# Megapaloelodus
Megapaloelodus je izumrli prapovijesni rod ptica iz porodice Palaelodidae dalje povezan s plamencima. Pripada istoj porodici kao i blisko povezani rod Palaelodus, ali predstavlja usavršeniji način života tog roda. Rod ima tri vrste. 
Miocenska vrsta M. connectens nađena je u SAD-u, u okrugu Bennet koji se nalazi u Južnoj Dakoti (ostaci tarzometatarzusa i bedrene kosti) i okrugu San Bernardino koji se nalazi u Kaliforniji. 
Kasnija vrsta M. opsigonu, koja je živjela u ranom pliocenu, nađena je na nalazištu Juntura, u okrugu Malheur, u Oregonu. 
M. goliath živjela je u srednjoj Europi. Nađena je na lokalitetima od Francuske do južne Njemačke. Živjela je u močvarama nastalim trasiranjem rijeka, koje su počinjale u uzvisinama Alpa. Za nju je osporeno da pripada ovom rodu.

## Vrste
- Megapalaelodus conectens (H. Miller, 1944 ) †
- Megapalaelodus goliath (Milne Edwards, 1863) †
- Megapalaelodus opsigonus Brodkorb, 1961 †

izvori za vrste